# Scottish Challenge Cup 2017-2018
La Scottish Challenge Cup 2017-2018 (denominata IRN-BRU Cup per motivi di sponsorizzazione) è stata la 27ª stagione della competizione. Il formato del torneo è rimasto invariato, solo che per la prima volta si aggiungono due squadre della Premier Division irlandese, aumentando così il totale dei partecipanti a 56. 

## Calendario
| Turno            | Sorteggio        | Date                | Partite | Eliminazioni | Squadre che entrano in questo turno |
| ---------------- | ---------------- | ------------------- | ------- | ------------ | --- |
| Primo turno      | 27 giugno 2017   | 15-16 agosto 2017   | 24      | 56 → 32      | 12 club Under-20 della Scottish Premiership 2016-2017 8 club della Scottish Championship 2016-2017 (dal 3º al 10º posto) 10 club della Scottish League One 2016-2017 10 club della Scottish League Two 2016-2017 4 club della Highland Football League 2016-2017 4 club della Lowland Football League 2016-2017 |
| Secondo turno    | 17 agosto 2017   | 2-3 settembre 2017  | 16      | 32 → 16      | Inverness Falkirk 2 club della NIFL Premiership 2016-2017 2 club della Welsh Premier League 2016-2017 2 club della League of Ireland 2017 |
| Terzo turno      | 5 settembre 2017 | 7-8 ottobre 2017    | 8       | 16 → 8       | |
| Quarti di finale | 10 ottobre 2017  | 11-12 novembre 2017 | 4       | 8 → 4        | |
| Semifinali       | 14 novembre 2017 | 17-18 febbraio 2018 | 2       | 4 → 2        | |
| Finale           |                  | 24 marzo 2018       | 1       | 2 → 1        | |

## Risultati
Le squadre Under-20 sono segnate in corsivo

### Primo turno
Nord
| Squadra 1       | Risultato      | Squadra 2       |
| --------------- | -------------- | --------------- |
| 15 agosto 2017  |                |                 |
| Ross County     | 2 - 1          | Forfar Athletic |
| Aberdeen        | 1 - 0          | St. Johnstone   |
| Stirling Albion | 1 - 3          | Montrose        |
| Dundee Utd      | 2 - 0          | Cowdenbeath     |
| Formartine Utd  | 2 - 3 (d.t.s.) | Hearts          |
| East Fife       | 0 - 2          | Peterhead       |
| Stenhousemuir   | 0 - 2          | Cove Rangers    |
| Raith Rovers    | 3 - 0          | Brora Rangers   |
| Dunfermline     | 2 - 0          | Arbroath        |
| Hibernian       | 1 - 2          | Elgin City      |
| Buckie Thistle  | 2 - 1          | Brechin City    |
| 16 agosto 2017  |                |                 |
| Dundee          | 2 - 4          | Alloa Athletic  |

Sud
| Squadra 1           | Risultato      | Squadra 2           |
| ------------------- | -------------- | ------------------- |
| 15 agosto 2017      |                |                     |
| Kilmarnock          | 0 - 2          | Berwick Rangers     |
| Clyde               | 2 - 3 (d.t.s.) | Stranraer           |
| Hamilton Academical | 1 - 0          | Edinburgh           |
| Albion Rovers       | 0 - 3          | Spartans            |
| St. Mirren          | 2 - 1          | East Kilbride       |
| Partick Thistle     | 6 - 1          | Stirling University |
| Queen of the South  | 4 - 0          | Airdrieonians       |
| Greenock Morton     | 0 - 2          | Livingston          |
| Annan Athletic      | 3 - 1          | Celtic              |
| 16 agosto 2017      |                |                     |
| Motherwell          | 2 - 1          | Queen's Park        |
| Dumbarton           | 2 - 1          | Rangers             |
| East Stirlingshire  | 1 - 5          | Ayr Utd             |

### Secondo turno
| Squadra 1           | Risultato                   | Squadra 2          |
| ------------------- | --------------------------- | ------------------ |
| 29 agosto 2017      |                             |                    |
| Ayr Utd             | 1 - 1 (d.t.s.) (5-6 d.c.r.) | Montrose           |
| 1 settembre 2017    |                             |                    |
| Stranraer           | 2 - 0                       | Partick Thistle    |
| 2 settembre 2017    |                             |                    |
| Dumbarton           | 2 - 1 (d.t.s.)              | Connah's Q.N.      |
| Elgin City          | 2 - 0                       | Bray Wanderers     |
| Crusaders           | 3 - 2                       | Motherwell         |
| Spartans            | 1 - 2                       | Linfield           |
| Peterhead           | 2 - 0                       | Annan Athletic     |
| Dundee Utd          | 3 - 1                       | Alloa Athletic     |
| Berwick Rangers     | 0 - 5                       | Queen of the South |
| St. Mirren          | 3 - 1                       | Hearts             |
| Hamilton Academical | 1 - 3                       | Cove Rangers       |
| Aberdeen            | 2 - 4                       | Inverness          |
| Buckie Thistle      | 0 - 3                       | Dunfermline        |
| Raith Rovers        | 4 - 0                       | Ross County        |
| Sligo Rovers        | 1 - 2                       | Falkirk            |
| 3 settembre 2017    |                             |                    |
| The New Saints      | 1 - 1 (d.t.s.) (6-5 d.c.r.) | Livingston         |

### Terzo turno
| Squadra 1      | Risultato      | Squadra 2          |
| -------------- | -------------- | ------------------ |
| 6 ottobre 2017 |                |                    |
| Dumbarton      | 2 - 1          | Stranraer          |
| 7 ottobre 2017 |                |                    |
| St. Mirren     | 1 - 3          | Raith Rovers       |
| Montrose       | 1 - 3 (d.t.s.) | Queen of the South |
| Falkirk        | 2 - 0          | Dunfermline        |
| Cove Rangers   | 0 - 3          | Crusaders          |
| Inverness      | 3 - 0          | Peterhead          |
| The New Saints | 4 - 0          | Elgin City         |
| Dundee Utd     | 1 - 0          | Linfield           |

### Quarti di finale
| Squadra 1        | Risultato                   | Squadra 2          |
| ---------------- | --------------------------- | ------------------ |
| 11 novembre 2017 |                             |                    |
| Dundee Utd       | 1 - 2                       | Crusaders          |
| Dumbarton        | 2 - 0                       | Raith Rovers       |
| Inverness        | 1 - 0                       | Falkirk            |
| 12 novembre 2017 |                             |                    |
| The New Saints   | 0 - 0 (d.t.s.) (4-3 d.c.r.) | Queen of the South |

### Semifinali
| Squadra 1        | Risultato | Squadra 2 |
| ---------------- | --------- | --------- |
| 17 febbraio 2018 |           |           |
| The New Saints   | 1 - 2     | Dumbarton |
| 18 febbraio 2018 |           |           |
| Inverness        | 3 - 2     | Crusaders |

### Finale
| Arbitro: | Andrew Dallas |

|  |           |                |
|  | Marcatori | 90+2’ Tremarco |